# كارلوس روبرتو بيريرا
كارلوس روبرتو بيريرا هو لاعب كرة قدم ومدرب كرة قدم برازيلي، ولد في 22 مارس 1946 في البرازيل. لعب مع نادي تشرتشل براذرز.